# صراط (فیلم)
صراط (اسپانیایی: Sirât‎) یک فیلم درام به کارگردانی اولیور لاشه محصول سال ۲۰۲۵ است. این فیلم با بازی سرژی لوپس و برونو نونیز آرخونا، داستان پدری را روایت می‌کند که در بیابان‌های جنوب مراکش به‌دنبال دختر گمشده‌اش می‌گردد.
صراط محصول مشترک اسپانیا و فرانسه است. فیلم نخستین نمایش جهانی خود را در بخش رقابتی اصلی هفتاد و هشتمین جشنواره فیلم کن در تاریخ ۱۵ مه ۲۰۲۵ تجربه کرد و موفق به کسب جایزه هیئت داوران شد.